# آشپزی با استلا
آشپزی با استلا نام فیلمی است که در سال ۲۰۰۹ به نمایش درآمد، فیلمنامه آن را دیپا مهتا و دیلیپ مهتا نوشته‌اند که خواهر و برادر هستند. این فیلم که در سبک کمدی سرگرم کننده است دربارهٔ یک دیپلمات کانادایی (با بازیگری لیسا ری) و همسرش (با بازیگری دان مک‌کلر) است که در دهلی نو زندگی می‌کنند و آشپز آنها، استلا (با بازیگری سیما بیسواس) است. شریا سارن بازیگر هندی، حضوری ویژه دارد. فیلم آشپزی با استلا در دهلی نو فیلمبرداری شد و در ماه مه ۲۰۰۸ وارد مرحله پساتولید شد. این فیلم برای اولین بار در جشنواره بین‌المللی فیلم تورنتو در روز ۱۶ سپتامبر ۲۰۰۹ به نمایش درآمد. این فیلم همچنین در جشنواره فیلم‌های آسیایی لندن در بخش بهترین فیلم کراس‌اور و بهترین بازیگر زن برای سیما بیسواس نامزد دریافت جایزه شد.

## جوایز
| سال  | جایزه                            | بخش              | نتیجه              | مرجع  |
| ---- | -------------------------------- | ---------------- | ------------------ | ----- |
| ۲۰۰۹ | جشنواره بین‌المللی فیلم وایادولید | بهترین فیلم      | Official Selection | [ ۳ ] |
| ۲۰۱۱ | جشنواره فیلم‌های آسیایی لندن      | بهترین بازیگر زن | نامزدشده           | [ ۲ ] |